# جزیره رنگین
جزیرهٔ رنگین فیلمی به کارگردانی و تهیه‌کنندگی خسرو سینایی در سال ۱۳۹۳ می‌باشد. فیلمنامه با اقتباس آزاد از زندگی احمد نادعلیان نوشته شده و بهانه‌ای ست برای آنکه بتوان گوشه‌ای از جذابیت‌های جزیرهٔ هرمز را در سینمای ایران ثبت کند. در این فیلم به جز مهدی احمدی تعدادی از بازیگران بومی جزیرهٔ هرمز به ایفای نقش پرداختند.
این فیلم در تاریخ ۶ دی ۱۳۹۴ در سینماهای ایران اکران شده‌است.